# 开姆尼茨工业大学
开姆尼茨工业大学（英文: Chemnitz University of Technology；德文：Technische Universität Chemnitz ；缩写：TUC）位于德国萨克森州的西部直辖市开姆尼茨，毗邻德国东部重镇莱比锡和德累斯顿，成立于1836年，距今已有180年历史。归因杰出的师生比，在教学质量上面，开姆尼茨工业大学在德国排名前列。TUC以对学生的友善闻名。，其高超的科研技术深嵌于其悠久的历史氛围之中。TUC多次在德国各项大学排名中位于前列，是德国最悠久，最享有声望的大学之一。

## 历史
开姆尼茨工业大学于1836年成立，前身是一所基于公国所需人才培养目的建立的工业学校。1878年州校合并改制后，重新更名为州立开姆尼茨工业技术学院，后又经1900年和1929年两次反复复名又更名，后于1986年定名为开姆尼茨工业大学，同时，该院校享有州教育部划分为综合专业大学的校级资格。 开姆尼茨工业大学是于1997年正式整体化进程结束，其原因是因州教育部于1992年将分别设立的原“茨维考教育学院”和原“茨维考和开姆尼茨工业大学”完全整合并轨，所以整体化的开姆尼茨工业大学增加了两个新的大综合系：经济科学系与哲学科学系。这一次的合并，使开姆尼茨工业大学迈进了综合类科技大学的行列。
目前有大约11000名学生就读于开姆尼茨工业大学，他们分别在50多个专业上攻读。开姆尼茨工大是德国毕业生就业前景最好的大学之一。随着世界日趋一体化，开姆尼茨工业大学国际化影响力日益扩大，至今其已和100多所海外高校建立了合作伙伴关系，大学也为部分专业开设学士学位；同时，也为开姆尼茨工业大学的学生们出具证明材料，为他们创造在海外完成部分学业的机会。
建校一百多年的开姆尼茨工业大学是最受人喜爱的高等学府之一。在德国《明镜》周刊组织的评选活动中，她被评为德国63所最被人喜爱的大学中的第二名，并且在电脑刊物评论中写到：德国没有一所大学和开姆尼茨工大一样，配备了如此先进和齐全的电脑设备。同时她还引以为豪的是，她的计算技术是德国最先进的，她的显微电子中心在工业和科研领域都拥有很高的地位。开姆尼茨工业大学的科研紧密联系实际，以及长期与著名企业、研究所的合作已成为学生选择该校的重要因素。
早在19世纪，在开姆尼茨大学的前身——“皇家职业学校”时期，科研工作就已经与经济发展密不可分，并在技术革新中表现出来。同样的，在今天这个媒体与信息高度发展的时代，不论是汽车和飞机的微传感器，弱震汽锤还是高分子聚合物的开关电路，开姆尼茨工业大学总是成功地将其与生产实践紧密地结合起来。在经济学，社会学方面，开姆尼茨工大都享有极高的声誉，并且经常向决策者们提出各种有价值的建议或者在他们的授权下进行各种广泛的实践工作。

## 国际交流与合作
每年有超过750名来自70多个国家的留学生在开姆尼茨工业大学注册。与此同时，开姆尼茨工业大学还与世界范围内100多个高校进行合作和交流。开姆尼茨工业大学是德国第一所开设“数学”国际研究生课程的高校。

## 学科设置
大学下设7个系，即：自然科学系、数学系、机械制造和加工系、电子信息技术系、信息学系、经济学系和哲学系。

## 学士学位专业设置
机械制造/应用信息学 /英美文学 /汽车软件工程/ 化学 /计算机科学 /电气工程 /欧洲历史 /欧洲文化科学研究（N.C）/欧洲社会科学研究（N.C）/欧洲经济科学研究（N.C）/金融数学 /德意志语言文学（N.C）/信息学 /信息和交流技术 /数学 /大众传媒 /媒体交流（N.C）/微技术 /机电一体化 /教育学（N.C）/物理学 /政治学（N.C）/预防、康复和健身体育（N.C）/心理学（N.C）/社会学（N.C）/系统工程 /技术交流 /经济信息 /经济工程 /经济学/电动汽车/生物医学工程/医学工程/可再生能源技术/印刷与媒体技术/体育工程

## 硕士学位专业设置
汽车软件工程 /化学 /计算机科学 /数据和网络工程 /数字制造（付费）/英语国际交流 /欧洲历史 /欧洲一体化-中东欧 /金融学 /信息学 /新闻信息学（付费）/数学 /智能媒体和虚拟实现 /跨文化交流 /机械制造（付费）/数学 /大众传媒 /媒体交流 /纳米技术 /微电子 /微系统和微电子 /可持续能源供应技术（付费）/平行和分散系统 /物理学 /生产系统 /社会学 /体育学，以预防、康复和健身体育为重点 /系统工程 /技术数学 /经济数学 /针对法律系学生的经济学（付费）新能源与自动化系统/电动汽车/生物医学工程

## 语言要求
德语要求：申请大学预备部最低学时：600；申请直接入大学最低学时：800。

## 所在城市
开姆尼茨工大位于德国东部的工业中心──开姆尼茨市。近年来，拥有30万人口的开姆尼茨正式成为德国最重要的高科技基地之一。在她周围建起了几十家小型的高科技公司。同时，诸如大众汽车和西门子等著名大企业也在开姆尼茨落户设厂。开姆尼茨也是一座具有悠久文化历史的城市。她拥有1900年建造的歌剧院和收集了许多第一流德国表现主义作品的爱尔博特国王博物馆。